# Engelbert Dollfuss
Engelbert Dollfuss (alternativamente: Dolfuss e Dollfuß; 4 de outubro de 1892 – 25 de julho de 1934) foi um político da Frente Patriótica Austríaca que serviu como Chanceler da Áustria entre 1932 e 1934. Tendo atuado como Ministro de Florestas e Agricultura, ascendeu a Chanceler Federal em 1932 em meio a uma crise do governo conservador. No início de 1933, aconteceu o chamado "Selbstausschaltung des Parlaments", que impossibilitou o parlamento austríaco de governar. Suprimindo o movimento socialista em fevereiro de 1934 durante a Guerra Civil Austríaca e posteriormente banindo o Partido Nazista Austríaco, ele consolidou o domínio do conservadorismo autoritário através da Constituição de Primeiro de Maio. Dollfuss foi assassinado como parte de uma tentativa fracassada de golpe de estado por agentes nazistas em 1934. Seu sucessor, Kurt Schuschnigg, manteve o regime até o Anschluss de Adolf Hitler em 1938.

## Biografia

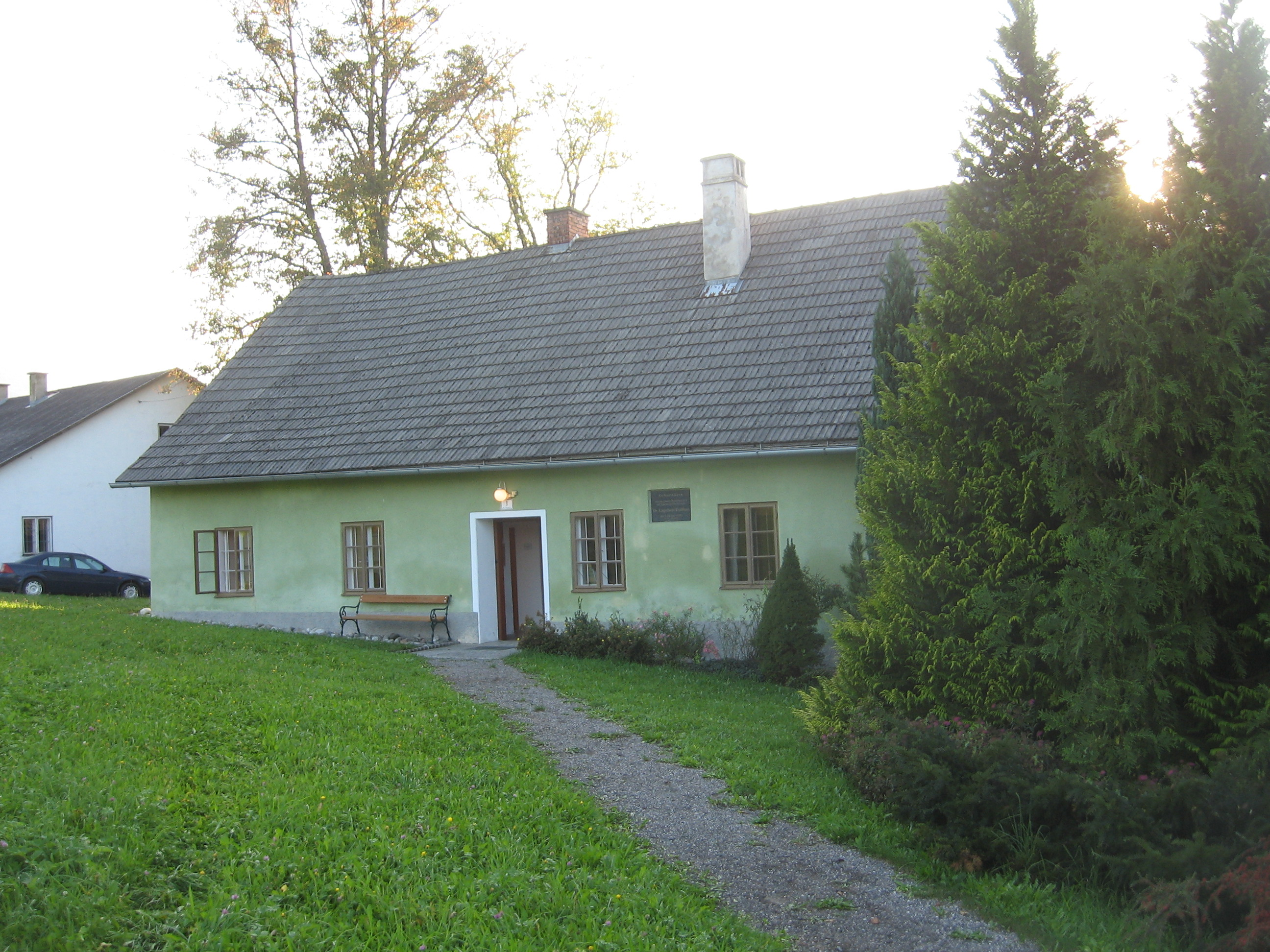
Local de nascimento de Dollfuss em Texing

Dollfuss nasceu em uma família pobre de camponeses no vilarejo de Great Maierhof, na comuna de St. Gotthard, perto de Texingtal, na Baixa Áustria. O jovem Dollfuss passou a infância na casa de seu padrasto, na comuna vizinha de Kirnberg,  onde também cursou o ensino fundamental. Os párocos locais ajudaram a financiar a educação de Dollfuss, pois os seus pais não conseguiam fazê-lo sozinhos.  Ele cursou o ensino médio em Hollabrunn.  Depois de terminar o ensino médio, Dollfuss pretendia se tornar padre e, assim, matriculou-se na Universidade de Viena para estudar teologia, mas depois de alguns meses mudou de curso e começou a estudar Direito em 1912. Como estudante, ganhava a vida dando aulas.  Tornou-se membro do Movimento Social dos Estudantes, uma organização estudantil dedicada ao trabalho social e de caridade entre os trabalhadores. 
Com o início da Primeira Guerra Mundial, Dollfuss relatou ter sido recrutado em Viena, mas foi rejeitado porque era dois centímetros mais baixo que o mínimo.  Totalmente crescido, ele tinha menos de 1,52 m de altura, e mais tarde foi apelidado de "Millimetternich", uma mala de viagem de Millimeter (alemão para milímetro) e Klemens von Metternich. No mesmo dia em que foi rejeitado em Viena, Dollfuss foi para Sankt Pölten, onde estava localizada a comissão de recrutamento de seu distrito, e insistiu em ser recrutado e, mesmo não atendendo aos padrões mínimos de altura, foi aceito. Como voluntário, ele tinha o direito de escolher um regimento no qual serviria, e Dollfuss optou pela milícia tirolesa também conhecida como Kaiserschützen.  Ele logo foi promovido ao posto de cabo. Serviu por 37 meses na Frente Italiana, ao sul do Tirol. Em 1916 foi promovido a tenente.
Depois da guerra, ele ainda era estudante e foi contratado pela União dos Camponeses da Baixa Áustria, o que o ajudou a garantir a sua existência material, e foi aqui que Dollfuss ganhou a sua primeira experiência política. Lá, ele organizou os camponeses para ajudá-los a se recuperarem da guerra, bem como protegê-los das influências do marxismo. Sendo reconhecido pelas habilidades que demonstrou no Sindicato, foi enviado para Berlim para prosseguir estudos. Em Berlim, ele começou a gerar antipatia por alguns de seus professores, já que a academia era substancialmente influenciada pelo liberalismo e pelo socialismo. Em seus estudos, dedicou-se aos princípios cristãos da economia. Na Alemanha, tornou-se membro da Federação da União dos Camponeses Alemães e do Preussenkasse – essencialmente, um banco central para cooperativas membros, onde adquiriu experiência prática. Na Alemanha, conheceu sua futura esposa Alwine Glienke, descendente de família pomerana. Dollfuss encontrava-se frequentemente com Carl Sonnenschein, líder de atividades sociais estudantis e pioneiro do movimento católico em Berlim.
Depois de retornar a Viena, foi secretário da União dos Camponeses da Baixa Áustria. Ele dedicou seus esforços para consolidar essa indústria. Dollfuss foi fundamental na fundação da Câmara regional de Agricultura da Baixa Áustria, tornando-se seu secretário e diretor; a Federação da Agricultura e o Instituto do Seguro dos Trabalhadores Agrícolas; na organização da nova política agrária da Baixa Áustria e no lançamento das bases para a organização corporativa da agricultura. Alguns anos depois, foi representante da Áustria no Congresso Agrário Internacional, onde as suas propostas o tornaram conhecido internacionalmente nessa esfera. Ele era visto como um líder não oficial do campesinato austríaco.
Em 1º de outubro de 1930, Dollfuss foi nomeado presidente das Ferrovias Federais, a maior empresa industrial da Áustria. Lá, Dollfuss entrou em contato com todos os ramos da indústria. Em março de 1931, foi nomeado Ministro Federal da Agricultura e Florestas.

## Chanceler da Áustria
Em 10 de maio de 1932, Dollfuss, de 39 anos e apenas um ano de experiência no Governo Federal, foi oferecido o cargo de Chanceler pelo Presidente Wilhelm Miklas, também membro do Partido Social-Cristão. Dollfuss recusou-se a responder, passando a noite em sua igreja favorita rezando, retornando pela manhã para um banho e uma refeição espartana antes de responder ao presidente que aceitaria a oferta. Dollfuss foi empossado em 20 de maio de 1932 como chefe de um governo de coalizão entre o Partido Social-Cristão, o Landbund — um partido agrário de direita — e o Heimatblock, a ala parlamentar do Heimwehr, um grupo paramilitar ultranacionalista. A coligação assumiu a tarefa premente de enfrentar os problemas da Grande Depressão. Grande parte da indústria do Império Austro-Húngaro estava situada nas áreas que se tornaram parte da Tchecoslováquia e da Iugoslávia após a Primeira Guerra Mundial, como resultado do Tratado de Saint-Germain. A Áustria do pós-guerra estava, portanto, economicamente em desvantagem.
O apoio de Dollfuss no Parlamento foi marginal; sua coalizão teve apenas uma maioria de um voto.

## Ditador da Áustria

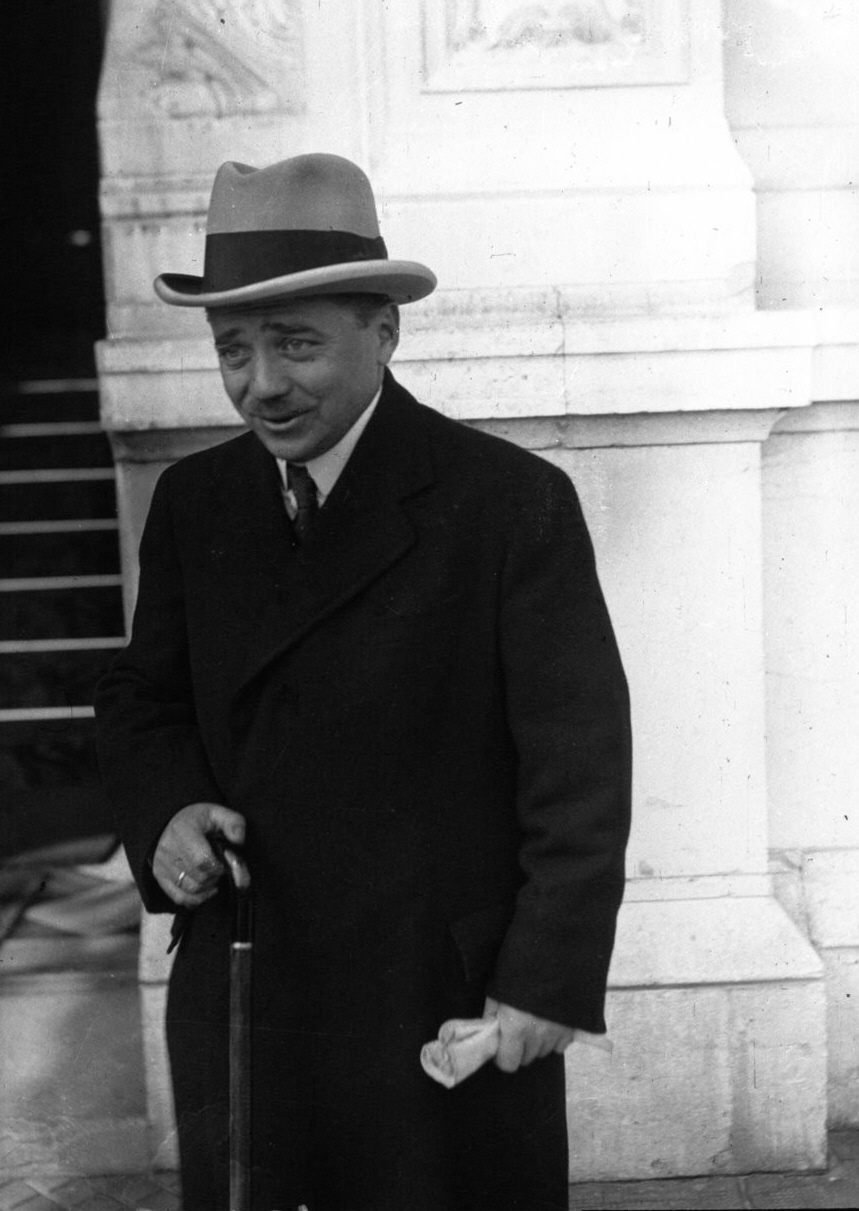
Chanceler Dollfuss em Genebra, 1933

### Ascensão ao poder
Em março de 1933, surgiu um impasse constitucional devido a irregularidades no processo de votação no parlamento austríaco. O presidente social-democrata do Conselho Nacional (a câmara baixa do parlamento), Karl Renner, renunciou para poder votar como membro do parlamento. Como consequência, os dois vice-presidentes, pertencentes a outros partidos, também renunciaram para poder votar. Sem um presidente, o parlamento não poderia concluir a sessão. Dollfuss tomou as três demissões como pretexto para declarar que o Conselho Nacional se tornara impraticável e aconselhou o presidente Wilhelm Miklas a emitir um decreto adiando-o indefinidamente. Quando o Conselho Nacional quis reunir-se novamente, dias após a demissão dos três presidentes, Dollfuss fez com que a polícia impedisse a entrada no parlamento, eliminando efetivamente a democracia na Áustria. A partir daí, governou por decreto de emergência, assumindo efetivamente poderes ditatoriais.
Dollfuss estava preocupado que com o líder nacional-socialista alemão Adolf Hitler como chanceler da Alemanha a partir de janeiro de 1933, os nacional-socialistas austríacos (DNSAP) pudessem ganhar uma minoria significativa em eleições futuras (de acordo com o estudioso do fascismo Stanley G. Payne, caso as eleições tivessem sido realizadas em 1933, a DNSAP poderia ter reunido cerca de 25% dos votos - analistas contemporâneos da revista Time sugerem um apoio maior de 50%, com uma taxa de aprovação de 75% na região do Tirol, na fronteira com a Alemanha Nazista). Além disso, a influência da União Soviética na Europa aumentou ao longo da década de 1920 e início da década de 1930. Dollfuss baniu o Partido Comunista da Áustria em 26 de maio de 1933 e o DNSAP em 19 de junho de 1933. Sob a bandeira da Frente Patriótica, ele mais tarde estabeleceu uma ditadura de partido único, em grande parte modelada após o fascismo na Itália, banindo todos os outros partidos austríacos - incluindo o Partido Trabalhista Social Democrata (SDAPÖ). Os sociais-democratas, no entanto, continuaram a existir como uma organização independente, embora sem a sua Republikanischer Schutzbund paramilitar, que até ser banida em 31 de março de 1933 poderia ter reunido dezenas de milhares de pessoas contra o governo de Dollfuss.

### Austrofascismo

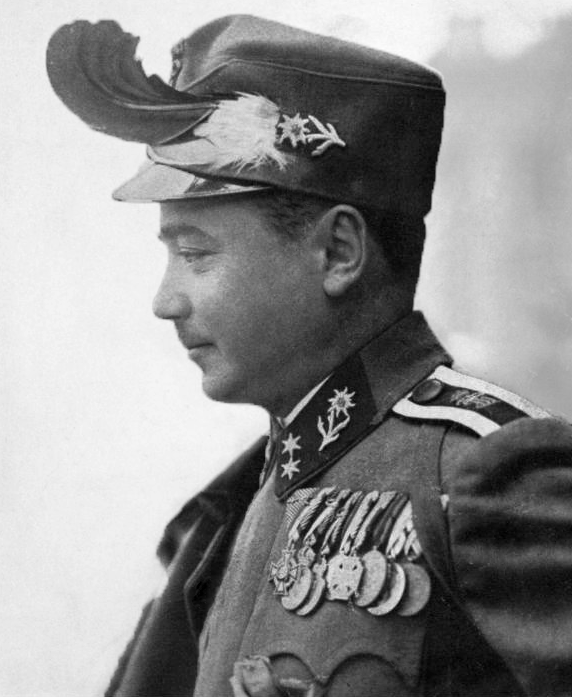
Dollfuss vestindo o uniforme do Heimwehr (1933)

Dollfuss modelou o austrofascismo de acordo com os ideais corporativistas católicos com tons anti-secularistas e de forma semelhante ao fascismo italiano, abandonando as pretensões austríacas de unificação com a Alemanha enquanto o Partido Nazista permanecesse no poder ali. Em agosto de 1933, o regime de Benito Mussolini emitiu uma garantia de independência austríaca. Dollfuss também trocou "Cartas Secretas" com Mussolini sobre formas de garantir a independência austríaca. Mussolini tinha interesse em que a Áustria formasse uma zona tampão contra a Alemanha nazista. Dollfuss sempre enfatizou a semelhança dos regimes de Hitler na Alemanha e de Josef Stalin na União Soviética, e estava convencido de que o austrofascismo e o fascismo italiano poderiam combater o nacional-socialismo totalitário e o comunismo na Europa.
Em setembro de 1933, Dollfuss fundiu seu Partido Social Cristão com elementos de outros grupos nacionalistas e conservadores, incluindo o Heimwehr (que englobava muitos trabalhadores que estavam insatisfeitos com a liderança radical do partido socialista) para formar a Vaterländische Front, embora o Heimwehr continuasse a existir. como uma organização independente até 1936, quando o sucessor de Dollfuss, Kurt von Schuschnigg, fundiu-a à força na Frente, criando em vez disso a inabalavelmente leal Frontmiliz como uma força-tarefa paramilitar. Dollfuss foi baleado e ferido em uma tentativa de assassinato em outubro de 1933 por Rudolf Dertill, um jovem de 22 anos que foi expulso do exército por suas opiniões pró-nazistas e ingressou no Partido Nazista em 1932. Dertill foi condenado a cinco anos de prisão por tentativa de homicídio. Após a tentativa de assassinato, Dollfuss declarou a lei marcial, o que permitiu a retomada da pena capital na Áustria.

### Guerra Civil Austríaca
No seu esforço para eliminar a Schutzbund dos social-democratas, o governo Dollfuss revistou as casas e locais de reunião dos seus membros em busca de armas. Em 12 de fevereiro de 1934, a Guerra Civil Austríaca foi desencadeada pela resistência armada do ramo Linz dos Social-democratas à busca da sede do seu partido. A notícia dos combates em Linz espalhou-se rapidamente e eclodiram conflitos armados adicionais, principalmente nas regiões industriais da Áustria e em Viena. A Schutzbund foi superada em número pela polícia e pelo exército, que usaram artilharia contra os insurgentes. Além disso, a greve geral convocada para apoiar a revolta não se concretizou. O resultado foi o colapso da rebelião em 15 de fevereiro, com a morte de cerca de 350 pessoas, divididas aproximadamente igualmente entre civis, insurgentes e forças governamentais. Os social-democratas foram proibidos pelo governo federal em 12 de fevereiro de 1934, e seus líderes foram presos ou fugiram para o exterior.

### Nova constituição
Dollfuss organizou uma sessão parlamentar com apenas membros da Frente Pátria presentes em abril de 1934 para aprovar uma nova constituição, efetivamente a segunda constituição no mundo a defender ideias corporativistas (depois do Estado Novo português). A sessão tornou legais retrospectivamente todos os decretos já aprovados desde março de 1933. A nova constituição entrou em vigor em 1 de maio de 1934 e eliminou os últimos resquícios de democracia e do sistema da Primeira República Austríaca.

## Assassinato

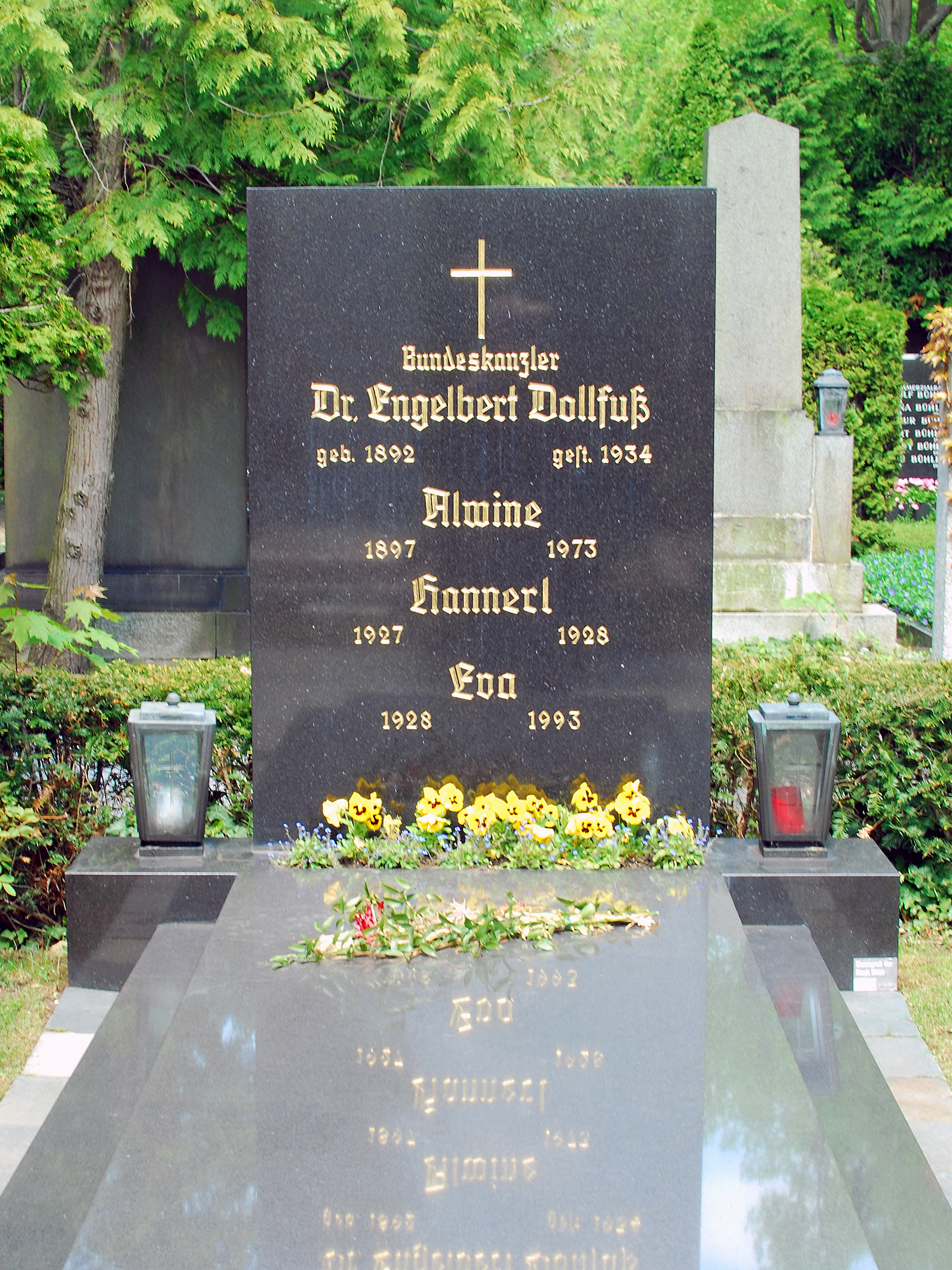
Túmulo de Engelbert Dollfuss

Dollfuss foi assassinado em 25 de julho de 1934 por um grupo de nazistas austríacos, incluindo Otto Planetta, Franz Holzweber, Ernst Feike, Franz Leeb, Josef Hackl, Ludwig Maitzen, Erich Wohlraab e Paul Hudl, que entraram no prédio da Chancelaria e atiraram nele. tentativa de golpe de estado. Durante os julgamentos em massa que ocorreram após o golpe, Hudl foi condenado à prisão perpétua, enquanto os outros foram condenados à morte pelo seu envolvimento. Planetta e Holzweber foram enforcados em 31 de julho de 1934, Feike foi enforcado em 7 de agosto de 1934 e Leeb, Hackl, Maitzen e Wohlraab foram enforcados em 13 de agosto de 1934. Hudl foi libertado sob anistia em 1938.
Em seus momentos finais, Dollfuss pediu o Viático, a Eucaristia administrada a um moribundo, mas seus assassinos recusaram-se a dá-la a ele.  Mussolini não hesitou em atribuir o ataque ao ditador alemão: a notícia chegou-lhe em Cesena, onde examinava os planos de um hospital psiquiátrico. Mussolini fez o anúncio pessoalmente à viúva de Dollfuss, que estava hospedada em sua villa em Riccione com os filhos. Também colocou à disposição de Ernst Rüdiger Starhemberg, que passava férias em Veneza, um avião que permitiu ao príncipe regressar a Viena e enfrentar os agressores com a sua milícia, com a autorização do presidente Wilhelm Miklas.
Mussolini também mobilizou uma parte do exército italiano na fronteira austríaca e ameaçou Hitler com guerra no caso de uma invasão alemã da Áustria para impedir o golpe. Depois anunciou ao mundo: “A independência da Áustria, pela qual caiu, é um princípio que foi defendido e será defendido pela Itália ainda mais arduamente”, e depois recolocou na praça principal de Bolzano a estátua de Walther von der Vogelweide, um trovador germânico, com a de Druso, um general romano que conquistou parte da Alemanha. Este foi o maior momento de atrito entre o fascismo italiano e o nacional-socialismo e o próprio Mussolini desceu várias vezes para reafirmar as diferenças no terreno.
O assassinato de Dollfuss foi acompanhado por revoltas em muitas regiões da Áustria, resultando em mais mortes. Na Caríntia, um grande contingente de nazistas do norte da Alemanha tentou tomar o poder, mas foi subjugado pelas unidades italianas próximas. A princípio, Hitler ficou exultante, mas a reação italiana o surpreendeu. Hitler convenceu-se de que não poderia enfrentar um conflito com as potências da Europa Ocidental e negou oficialmente a responsabilidade, declarando o seu pesar pelo assassinato do chanceler austríaco. Ele substituiu o embaixador em Viena por Franz von Papen e impediu a entrada dos conspiradores na Alemanha, expulsando-os também do Partido Nazista Austríaco. Os assassinos nazistas em Viena, após declararem a formação de um novo governo sob o nazista austríaco Anton Rintelen, anteriormente exilado por Dollfuss como embaixador austríaco em Roma, renderam-se após ameaças dos militares austríacos de explodir a Chancelaria usando dinamite, e foram posteriormente julgados e executado por enforcamento. Kurt Schuschnigg, ex-ministro da Educação, foi nomeado novo chanceler da Áustria depois de alguns dias, assumindo o cargo do vice de Dollfuss, Starhemberg.
De uma população de 6,5 milhões, aproximadamente 500 000 austríacos estiveram presentes no enterro de Dollfuss em Viena. Ele está enterrado no cemitério de Hietzing, em Viena. Sua esposa, Alwine Dollfuss (que morreu em 1973) foi posteriormente enterrada ao lado dele. Dois de seus filhos, Rudolf e Eva, estavam na Itália como convidados de Rachele Mussolini no momento de sua morte, um evento que fez com que o próprio Mussolini derramasse lágrimas por seu aliado morto.

## Na literatura
Na peça de Bertolt Brecht de 1941, The Resistible Rise of Arturo Ui, Dollfuss é representado pelo personagem "Dullfeet".
Gordon Brook-Shepard escreveu um livro em 1961 detalhando Dolfuss e sua ascensão ao poder.

## Obras
- Das Kammersystem in der Landwirtschaft Österreichs. Agrarverlag, Wien 1929.
- Mertha, Rudolf, Dollfuß, Engelbert: Die Sozialversicherung in der Landwirtschaft Österreichs nach dem Stande von Ende März 1929. Agrarverlag, Wien 1929.
- Der Führer Bundeskanzler Dr. Dollfuß zum Feste des Wiederaufbaues. 3 Reden. 1. Mai 1934. Österr. Bundespressedienst, Wien 1934.
- Tautscher, Anton (Hrsg.): So sprach der Kanzler. Dollfuss’ Vermächtnis. Aus seinen Reden. Baumgartner, Wien 1935.
- Weber, Edmund (Hrsg.): Dollfuß an Oesterreich. Eines Mannes Wort und Ziel. Reinhold, Wien 1935.
- Maderthaner, Wolfgang (Hrsg.): „Der Führer bin ich selbst.“ Engelbert Dollfuß – Benito Mussolini. Briefwechsel. Löcker, Wien 2004, ISBN 3-85409-393-4.